# 格洛斯特和爱丁堡公爵威廉·弗雷德里克王子
威廉·弗雷德里克亲王（Prince William Frederick，1776年1月15日—1834年11月30日），格洛斯特和爱丁堡公爵（Duke of Gloucester and Edinburgh），英王乔治二世的曾孙。

## 早年
威廉王子生于意大利罗马。他的父亲是威尔士的格洛斯特和爱丁堡公爵威廉·亨利王子，他的母亲是爱德华·沃波尔的私生女沃尔德格雷夫女伯爵玛丽亚·沃波尔。
在1805年8月25日，威廉王子的父亲去世，他继承格洛斯特和爱丁堡公爵和康诺特伯爵的头衔。

## 婚姻與後來生活
1816年7月22日，他与玛丽公主，乔治三世国王的第四个女儿结婚。她和他是堂兄妹，且兩人剛好四十歲。婚礼在伦敦圣詹姆斯宫举行，在那天王子正式称公爵殿下。他之所以長期單身的原因，很大一部分是被期待與有望继承英国的王位第二顺序继承人──年輕的夏洛特公主結婚。然而，當夏洛特公主最終在1816年下嫁薩克森-科堡-薩爾菲德的利奧波德之後，他只好放棄單身，於夏洛特公主結婚後的十週，改娶自己的堂妹瑪麗。
格洛斯特和爱丁堡公爵和公爵夫人居住在萨里的Bagshot庄园。他们没有孩子。公爵在1834年11月30日去世。他葬在温莎的圣乔治教堂。
他在政治上的表現並不活躍，而且其能力常被評為低下水準，因為公眾給他的綽號是「笨蛋比利」（Silly Billy）或著叫做「切片格洛斯特」、「起司」，名稱來源是英國人愛吃的格洛斯特起司。

## 头衔
- His Highness Prince William of Gloucester
- 格洛斯特的威廉郡王殿下
- His Highness The Duke of Gloucester and Edinburgh
- 格洛斯特和爱丁堡公爵威廉郡王殿下
- His Royal Highness The Duke of Gloucester and Edinburgh
- 格洛斯特和爱丁堡公爵威廉亲王殿下